# Список глав государств в 678 году
Список глав государств в 677 году — 678 год — Список глав государств в 679 году — Список глав государств по годам

## Африка
- Ифрикия — Абу аль-Мухаджир Динар, наместник (675 — 681)

## Америка
- Баакульское царство — К’инич Ханааб Пакаль, царь (615 — 683)
- Канульское царство — Йукно’м Ч’еен II, священный владыка (636 — 686)
- Дос-Пилас — Б'алах Чан К'авиль, царь (629 — 692)
- Караколь — Как-Ухоль-Кинич II, царь (658 — 680)
- Мутульское царство (Тикаль) — Нун-Холь-Чак I, царь (ок. 649 — 657, 670 — 682)
- Шукууп (Копан) — К’ак'-Ути-Виц'-К’авиль, царь (628 — 695)
- Яшчилан (Пачан) — Яшун-Балам III, божественный царь (628 — 681)

## Азия
- Абхазия (Абазгия) — Феодосий I, князь (ок. 660 — ок. 680)
- Армянский эмират — Григорий I Мамиконян, ишхан (662 — ок. 685)
- Гилян (Дабюиды) — Фарукхан Великий, испахбад (676 — 728)
- Грузия — 
  - Картли — Адарнасе II, эрисмтавар (650 — 684)
  - Кахетия — Адарнасе II, князь[англ.] (650 — 684)
  - Лазика — Барнук II, князь (675 — 691)
  - Тао-Кларджети — 
    - Гурам II, князь (619 — 678)
    - Варазбакур, князь (678 — 705)
- Дханьявади — Тюрия Ганта, царь[англ.] (670 — 686)
- Западно-тюркский каганат — Ашина Дучжи хан, каган (676 — 679)
- Индия — 
  - Бадами (Западные Чалукья) — 
    - Викрамадитья I Сатьяшрая, махараджа (654 — 678)
    - Винаядитья I, махараджа (678 — 696)

  - Венги (Восточные Чалукья) — 
    - Шришрая Шиладитья Сарвасидхи, махараджа (673 — 705)
    - Вишнувардхана II, махараджа (673 — 682)

  - Западные Ганги — Бхувикарма, махараджа (654 — 679)
  - Кашмир — Пратападития, махараджа[нем.] (ок. 661 — ок. 711)
  - Паллавы (Анандадеша) — Парамешвараварман I, махараджа (670 — 695)
  - Пандья — Арикесари Мараварман, раджа (670 — 710)
  - Хагда — Раябхата, царь[англ.] (673 — 690)
- Кавказская Албания — Вараз-Трдат I, князь (670 — 705)
- Камарупа — Виджая, царь (670 — 725)
- Китай (Династия Тан) — Гао-цзун (Ли Чжи), император (649 — 683)
- Наньчжао — Синцзун-ван (Мэн Лошэн) , ван (674 — 712)
- Омейядов халифат — Муавия I ибн Абу Суфьян, халиф (661 — 680)
- Паган — Пеит Тонг, король[англ.] (660 — 710)
- Раджарата (Анурадхапура) — Аггабодхи IV, король (673 — 689)
- Силла — Мунму, ван (661 — 681)
- Сунда — Тарусбава, король (669 — 723)
- Табаристан (Баванди) — Бав, испахбад (665 — 680)
- Тибет — Триду Сонгцэн, царь (676 — 704)
- Тямпа — Викрантаварман I, князь (ок. 653 — ок. 686)
- Ченла — Джаяварман I, раджа (657 — 681)
- Шривиджайя — Дапунта Шри Джаянаса, князь (670 — 702)
- Япония — Тэмму, император (672 — 686)

## Европа
- Англия — 
  - Восточная Англия — Эльдвульф, король (664 - 713)
  - Думнония — Дунгарт ап Кулмин, король (661 — 700)
  - Кент — Хлотхер, король (673 — 685)
  - Мерсия — Этельред I, король (675 — 704)
  - Нортумбрия — Эгфрит, король (670 - 685)
  - Уэссекс — Кентвин, король (676 — 685)
  - Хвикке — Осрик, король (675 — 679)
  - Эссекс — 
    - Сигхер, король (664 — 683, 687 — 689)
    - Себби, король (664 — 695)
- Арморика — Алан II, король (? - 690)
- Великая Булгария — 
  - Аспарух (Западная часть орды - Будущее Болгарское царство), хан (668 — 679)
  - Котраг (Восточная часть орды - Будущая Волжская Булгария), хан (668 — ок. 710)
- Вестготское королевство — Вамба, король (672 — 680)
- Византийская империя — Константин IV, император (668 — 685)
  - Равеннский экзархат — 
    - Григорий II, экзарх (666 — 678)
    - Феодор II, экзарх (678 — 687)

  - Неаполь — Кесарь I, герцог (677 - 684)
- Домнония — Варох, король (667 — 692)
- Ирландия — Финснехта Фледах мак Дунхад, верховный король (675 — 695)
  - Айлех — Маэл Дуин мак Маэле Фитрих, король (668 — 681)
  - Коннахт — Кенн Фэлад мак Коллген Кенн Фаэлад, король (668 — 682)
  - Лейнстер — Фианнамайл мак Мэле Туйле, король (656 — 680)
  - Мунстер — 
    - Колгу, король (665 — 678)
    - Фингуне, король (678 — ок. 696)

  - Ольстер — Фергюс мак Аэден, король (674 — 692)
- Лангобардское королевство — Бертари, король (661 — 662, 671 — 688)
  - Беневенто — Гримоальд II, герцог (677 — 680)
  - Сполето — Тразимунд I, герцог (665 - 703)
  - Фриуль — 
    - Вехтари, герцог (666 — 678)
    - Ландари, герцог (678 — ?)
- Папский престол — 
  - Домн, папа римский (676 — 678)
  - Агафон, папа римский (678 — 681)
- Сербия — Селемир, жупан (ок. 660 — ок. 680)
- Уэльс —
  - Брихейниог — Катен ап Гулиден, король (670 — 690)
  - Гвент — Атруис II ап Фарнвайл, король (665 — 685)
  - Гвинед — Кадваладр Благословенный, король (655 — 682)
  - Дивед — Катен ап Гулиден, король (670 — 690)
  - Поуис — Гуилог ап Бели, король (ок. 665 — 710)
- Франкское королевство — 
  - Австразия — 
    - Дагоберт II, король (676 — 679)
    - Вульфоальд, майордом (662 - 680)

  - Нейстрия и Бургундия — 
    - Теодорих III, король (675 — 690/691)
    - Эброин, майордом (658 — 673, 675 — 680)

  - Аквитания и Васкония — Луп I, герцог (ок. 670 — ок. 688)
  - Бавария — Теодон I, герцог (640 — ок. 680)
  - Тюрингия — Хеден I Старший, герцог (ок. 642 — ок. 687)
- Фризия — Альдгисл I, король (? - 680)
- Хазарский каганат — Кабан, каган (668 - 690)
- Швеция — Ивар Широкие Объятья, король (ок. 655 - ок. 695)
- Шотландия —
  - Галвидел — Мерфин ап Кинфин, король (ок. 655 — 682)
  - Дал Риада — 
    - Маэлдуйн мак Коналл, король (673 — 689)
    - Домналл II Коричневый, король (673 — 696)

  - Пикты — Бруде III, король (672 — 693)
  - Стратклайд (Альт Клуит) — Элвин, король (658 — 693)

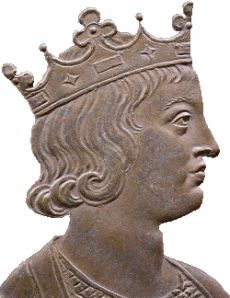
Дагоберт II 676-679 Король Австразии
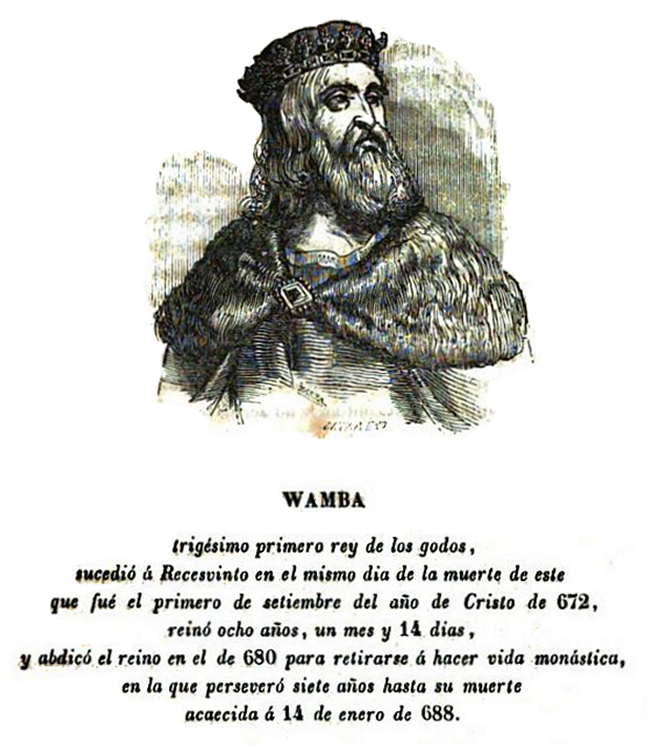
Вамба 672-680 Король вестготов
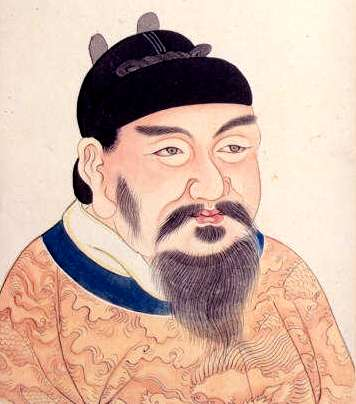
Гао-цзун 649-683 Император Китая
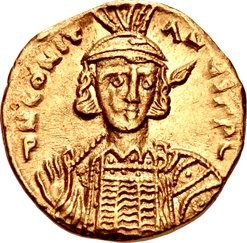
Константин IV 668-685 Император Византии
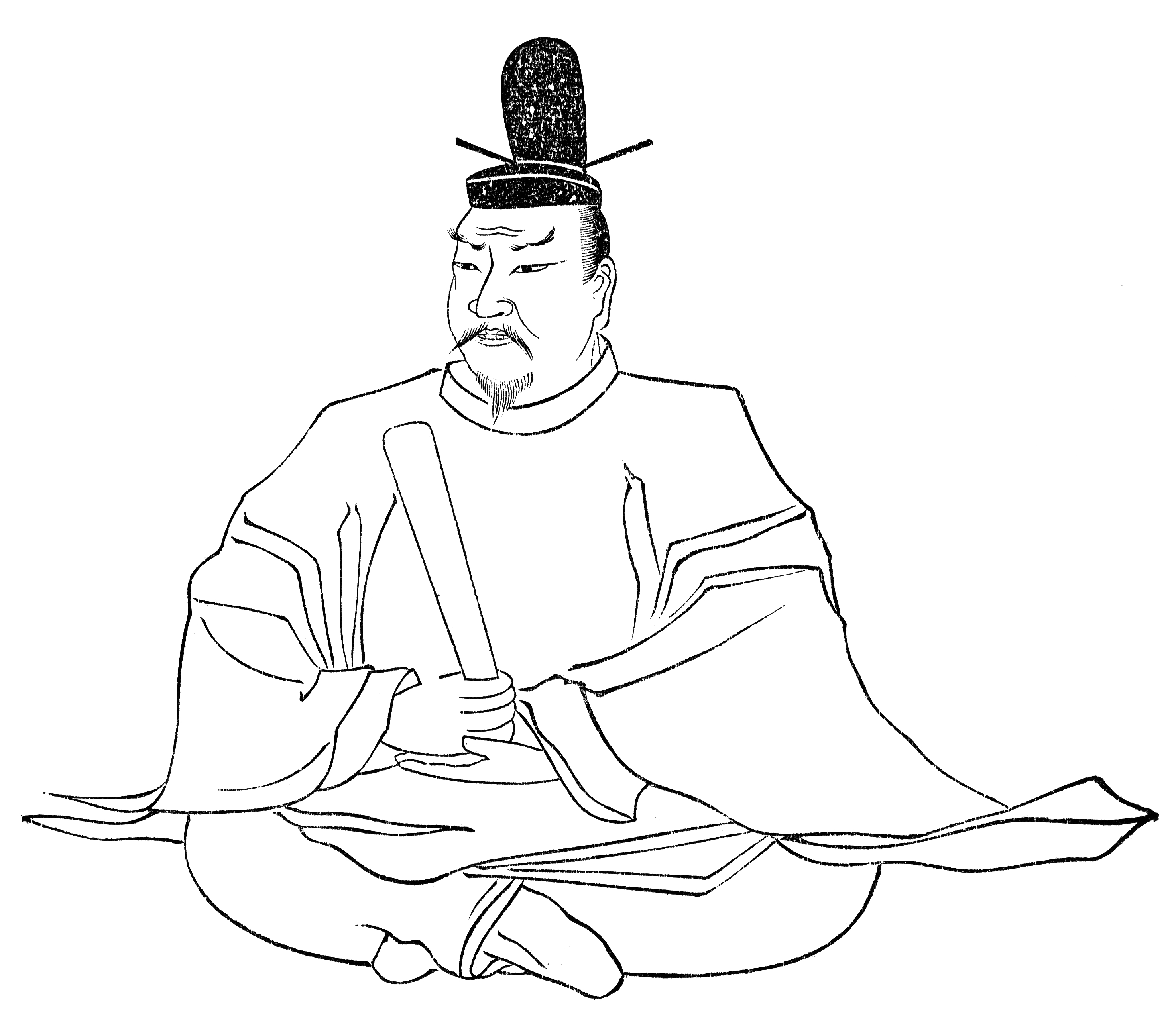
Тэмму 672-686 Император Японии
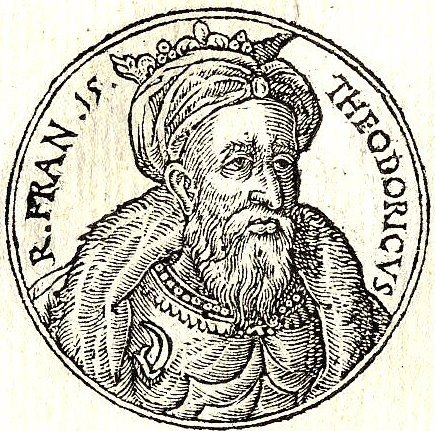
Теодорих III 675-690 Король Нейстрии
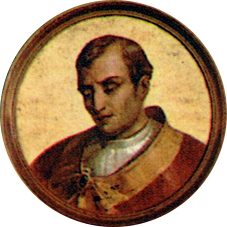
Домн 676-678 Папа римский